# Rhopalothrix acutipilis
Rhopalothrix acutipilis é uma espécie de formiga do gênero Rhopalothrix, pertencente à subfamília Myrmicinae.